# Platja d'en Bossa
La platja d'en Bossa és una de les platges més llargues de l'illa d'Eivissa, repartida entre els municipis d'Eivissa (700 m) i Sant Josep de sa Talaia (2.000 m).
Està situada al sud-est de l'illa, prop de l'aeroport, a 3 km d'Eivissa, amb vistes a Dalt Vila, i a 18 de Sant Josep de sa Talaia. Es pot accedir des d'Eivissa en direcció a l'aeroport, o des del barri de ses Figueretes.
Té una estructura de badia oberta a l'est exposada al vents forts, però sempre de mar a terra, apreciada pels surfistes. La sorra és fina i blanca d'origen natural, amb una amplada de 20 a 30 m. El fons és també de sorra amb poca profunditat: a 25 m la profunditat és de mig metre i a 50 m mar endins és d'1 m. A l'extrem de la platja hi ha la torre de sa Sal Rossa, una torre de defensa ben conservada. L'alta urbanització fa que disposi d'amplis serveis. Disposa d'un parc aquàtic i un mercat artesà setmanal.
En aquesta platja s'hi troba el que és considerat el restaurant més car del món, el Sublimotion, del cuiner madrileny Paco Roncero.

## Ubicació
Es pot arribar amb cotxe, bicicleta o bus des de la ciutat d'Eivissa, a 4 km de distància. Aparcar és relativament fàcil, ja que hi ha aparcaments disponibles al llarg del recorregut, normalment prop dels restaurants més populars.